# چودهاری چاران سینگ
چودهاری چاران سینگ (زاده ۲۳ دسامبر ۱۹۰۲ – درگذشته ۲۹ مه ۱۹۸۷) پنجمین نخست‌وزیر جمهوری هندوستان از ۲۸ ژوئیه ۱۹۷۹ تا ۱۴ ژانویه ۱۹۸۰ بود.
چاران سینگ در یک خانواده جات در ۱۹۰۲ در روستای نورپور از توابع نیروت به دنیا آمد. وی با ورود به سیاست به عنوان بخشی از نیروی جنبش استقلال هند در آمد.